# Alessio Lisci
Alessio Lisci (Roma, 4 novembre 1985) è un allenatore di calcio italiano, tecnico dell'Osasuna.

## Carriera
Dopo un breve passato da calciatore in Serie D e in Eccellenza con il Guidonia, ha iniziato a lavorare con la società italiana Lazio come coordinatore motorio per le formazioni Pulcini prima ed Esordienti poi.
Nel 2011 viene ingaggiato come vice allenatore della Juvenil A per il Levante.
La prima esperienza come allenatore è alla guida della formazione Alevin D (2011-2012), quindi allena in seguito l'Infantil E (2012-2013), l'Infantil C (2013-2014) e la Juvenil B (2017-2018), conquistando quattro titoli. Con la Juvenil A, invece, raggiunge la semifinale di Coppa del Re di categoria nella stagione 2018-2019. Rimane alla guida della formazione giovanile Juvenil A fino al 2020, quando viene promosso tecnico del Levante B, la squadra riserve militante nella Segunda División, dopo l'esonero di Luis Tevenet, riuscendo a salvare la squadra dalla retrocessione.
Nella stagione 2021-2022, dopo 15 partite (0 vittorie, 7 pareggi e 8 sconfitte) viene promosso ad interim alla guida della prima squadra militante nella Liga, a seguito dell'esonero di Javier Pereira, diventando il decimo allenatore italiano a sedersi su una panchina del massimo campionato spagnolo. Debutta come primo allenatore nella partita di Coppa del Re del 2 dicembre 2021 vinta per 8-0 in trasferta contro l'Huracán Melilla e fa il suo esordio in campionato tre giorni dopo contro l'Osasuna (0-0 in casa). Il 7 dicembre 2021 è stato confermato alla guida della prima squadra. Il 9 gennaio 2022 ottiene la prima vittoria in campionato, vincendo per 2-0 contro il Maiorca. Nonostante un buon percorso, non riesce a centrare la salvezza terminando il campionato al penultimo posto con 28 punti raccolti nelle 23 partite della sua gestione frutto di 8 vittorie, 4 pareggi e 11 sconfitte.
L'8 giugno 2023, Lisci viene annunciato come nuovo allenatore del Mirandés, militante nella seconda serie spagnola. Termina la sua prima stagione con il club castigliano al 17º posto in campionato, ottenendo così la salvezza. Nella sua seconda annata, invece, raggiunge la doppia finale dei play-off per la promozione, poi persa con il Real Oviedo. Il 23 giugno 2025, risolve consensualmente il proprio contratto con la squadra.
Sempre il 23 giugno, viene annunciato l'ingaggio di Lisci come nuovo tecnico dell'Osasuna, di nuovo in Liga, con cui firma un contratto biennale.

## Statistiche

### Statistiche da allenatore
Statistiche aggiornate all'23 giugno 2025.
| Stagione         | Squadra          | Campionato       | Campionato | Campionato | Campionato | Campionato | Coppe nazionali | Coppe nazionali | Coppe nazionali | Coppe nazionali | Coppe nazionali | Coppe continentali | Coppe continentali | Coppe continentali | Coppe continentali | Coppe continentali | Altre coppe | Altre coppe | Altre coppe | Altre coppe | Altre coppe | Totale | Totale | Totale | Totale | % Vittorie | Piazzamento      |
| Stagione         | Squadra          | Comp             | G          | V          | N          | P          | Comp            | G               | V               | N               | P               | Comp               | G                  | V                  | N                  | P                  | Comp        | G           | V           | N           | P           | G      | V      | N      | P      | %          | Piazzamento      |
| ---------------- | ---------------- | ---------------- | ---------- | ---------- | ---------- | ---------- | --------------- | --------------- | --------------- | --------------- | --------------- | ------------------ | ------------------ | ------------------ | ------------------ | ------------------ | ----------- | ----------- | ----------- | ----------- | ----------- | ------ | ------ | ------ | ------ | ---------- | ---------------- |
| dic. 2020-2021   | Levante B        | SDB              | 18         | 7          | 4          | 7          | -               | -               | -               | -               | -               | -                  | -                  | -                  | -                  | -                  | -           | -           | -           | -           | -           | 18     | 7      | 4      | 7      | 38,89      | Sub. 7º          |
| ago.-nov. 2021   | Levante B        | 2^RFEF           | 13         | 5          | 4          | 4          | -               | -               | -               | -               | -               | -                  | -                  | -                  | -                  | -                  | -           | -           | -           | -           | -           | 13     | 5      | 4      | 4      | 38,46      | [ 18 ]           |
| Totale Levante B | Totale Levante B | Totale Levante B | 31         | 12         | 8          | 11         |                 | -               | -               | -               | -               |                    | -                  | -                  | -                  | -                  |             | -           | -           | -           | -           | 31     | 12     | 8      | 11     | 38,71      |                  |
| nov. 2021-2022   | Levante          | PD               | 23         | 8          | 4          | 11         | CR              | 2               | 1               | 1               | 0               | -                  | -                  | -                  | -                  | -                  | -           | -           | -           | -           | -           | 25     | 9      | 5      | 11     | 36,00      | Sub. 19º (retr.) |
| 2023-2024        | Mirandés         | SD               | 42         | 12         | 13         | 17         | CR              | 2               | 1               | 0               | 1               | -                  | -                  | -                  | -                  | -                  | -           | -           | -           | -           | -           | 44     | 13     | 13     | 18     | 29,55      | 17º              |
| 2024-2025        | Mirandés         | SD               | 42+4       | 22+2       | 9+1        | 11+1       | CR              | 1               | 0               | 0               | 1               | -                  | -                  | -                  | -                  | -                  | -           | -           | -           | -           | -           | 47     | 24     | 10     | 13     | 51,06      | 4º               |
| Totale Mirandés  | Totale Mirandés  | Totale Mirandés  | 88         | 36         | 23         | 29         |                 | 3               | 1               | 0               | 2               |                    | -                  | -                  | -                  | -                  |             | -           | -           | -           | -           | 91     | 37     | 23     | 31     | 40,66      |                  |
| 2025-2026        | Osasuna          | PD               | 0          | 0          | 0          | 0          | CR              | 0               | 0               | 0               | 0               | -                  | -                  | -                  | -                  | -                  | -           | -           | -           | -           | -           | 0      | 0      | 0      | 0      | —          |                  |
| Totale carriera  | Totale carriera  | Totale carriera  | 142        | 56         | 35         | 51         |                 | 5               | 2               | 1               | 2               |                    | -                  | -                  | -                  | -                  |             | -           | -           | -           | -           | 147    | 58     | 36     | 51     | 39,46      |                  |